# Victor Stănculescu
Victor Stănculescu (Tecuci, 10 mei 1928 – Ghermănești (Snagov), 19 juni 2016) was een Roemeens generaal en politicus.

## Biografie
Stănculescu werd in 1968 tijdens de Praagse Lente tot generaal benoemd. Hij speelde een belangrijke rol in de Roemeense Revolutie in 1989. Stănculescu weigerde de orders van dictator Nicolae Ceaușescu om op de morrende menigte te schieten op te volgen. Eind 1989 werd een showproces tegen laatstgenoemde gehouden dat georganiseerd werd door Stănculescu. Tussen 1990 en 1991 was hij minister van Defensie in Roemenië onder premier Petre Roman.
In 2008 werden Stănculescu en zijn bondgenoot Mihai Chițac voor het gerecht gebracht voor de doden die vielen tijdens de protesten tijdens de Roemeense Revolutie in Timișoara. Hij werd daarvoor in 2009 veroordeeld tot vijftien jaar cel, maar uiteindelijk al vrijgelaten in 2014.
Stănculescu overleed in 2016 op 88-jarige leeftijd.